# Povijest Luksemburga
Povijest Luksemburga je povijest Velikog Vojvodstva Luksemburg, ali i njegovog prostora od prapovijesti do danas.

## Stvaranje Luksemburga
Najstariji tragovi ljudskog obitavanja na području Luksemburga datiraju u 6,000. pr. Kr. Ove starosjedioce pokoravaju Kelti oko 450. pr. Kr., a njih opet Rimljani 53. pr. Kr.
U 5. st. prostor Luksemburga zauzimaju Franci i uključuju ga u sastav Austrazije. God. 963. grof Siegfried stječe grad Lucilinburhuc, koji je dao ime grofovskoj obitelji i njezinu posjedu (do 19. stoljeća poznatoj kao Lützelburg, kada je prihvaćena francuska inačica imena: Luxembourg).
Posjedi luksemburških grofova šire se tijekom 12. i 13. st., a iz jake porodice Luksemburžana bili su i njemački carevi (1346. – 1437.) i češki kraljevi (1311. – 1437.). Godine 1312. Henrik VII. Postao je rimsko-njemačkim carem i njegov unuk, rimsko-njemački car Karlo IV. (1346. – 1378.), 1354. god. podijelio je luksemburškim grofovima vojvodski naslov.

## Vojvodstvo Luksemburg
God. 1433. Luksemburg stječe burgundski vojvoda Filip III. Dobri, a od 1441. potpuno pripada vojvodstvu Burgundiji.  God. 1477. je dospio pod vlast Habsburgovaca, a od 1555. postao je njihov španjolski ogranak.
Luksemburg je teško stradao u doba španjolsko-francuskih ratova u 16. i 17. st., te je 1679. god. morao Francuskoj odstupiti lorenski dio vojvodstva (do 1864. god.). Između 1689. i 1697 čitav teritorij Luksemburga je bio pod francuskom vlašću. Od 1714. bio je dio Nizozemske te ponovno u posjedu Habsburgovaca, a 1795. opet ga je priključila Francuska (do 1814. god.).
Odlukom Bečkog kongesa Luksemburg je 9. rujna 1815. postao autonomno veliko vojvodstvo, doduše preko vladarske kuće Oranje-Nassau u personalnoj uniji s Nizozemskom, iako je bio član Njemačkog saveza. Godine 1839. više od polovice teritorija vojvodstva s većinskim valonskim stanovništvom pripalo je novonastaloj Belgiji. Nakon raspuštanja Njemačkog saveza (1866.) Luksemburg je postao neovisna država, a Londonskim sporazumom od 11. svibnja 1867. obvezao se na potpunu neutralnost. Do 1919. god. Luksemburg je ostao u njemačkom carinskom savezu. Godine 1868. dobio je Ustav (na snazi i danas), a smrću Vilima II. Oranskog (1890.) ugasila se oranska dinastija u muškoj liniji oranjske kuće i na prijestolje dolazi veliki vojvoda Adolf (1890. – 1905.) iz vladarske dinastije Nassau-Weilburg, koja još vlada.

## Luksemburg u 20. stoljeću
U 1. svjetskom ratu Njemačka nije poštovala luksemburšku neutralnost, nego ga je zauzela (1914. – 1918.), baš kao i u 2. svjetskom ratu (1940. – 1944), te je vojvoda bio primoran otići u inozemstvo. God. 1944. Luksemburg oslobađaju američke postrojbe. 
Godine 1948. Luksemburg je dokinuo neutralnost i 1949. uključio se u NATO te u poratnom vremenu postao važan zagovornik europskog udruživanja. S Belgijom je još od 25. srpnja 1921. u carinskoj i trgovinskoj uniji, a poslije 2. svjetskog rata s Belgijom i Nizozemskom osnovao je Benelux (1. siječnja 1948. carinska, od 1. siječnja 1960. i gospodarska unija).
Član Vijeća Europe postao je 1948. god., Europskog udruženja za ugljen i čelik (današnji EU) 1951. god., a Europske gospodarske zajednice 1957. god. U isto vrijeme je grad Luksembourg postao jedan od triju "glavnih gradova" udružene Europe (Glavno tajništvo Europskog parlamenta, Europski sud, Europska investicijska banka, Europski statistički ured Eurostat).
God. 1964. velika vojvotkinja Charlotte abdicira u korist sina, velikog vojvode Jeana. Predsjednici vlade nječešće su dolazili iz redova Kršćansko-socijalne narodne stranke.
Od 1. siječnja 1999. Luksemburg je član Europske monetarne unije sa zajedničkom valutom eurom (jedini koji je 1996. potpuno ispunjavao tzv. konvergentna mjerila).
Od 2000. god. Veliki vojvoda postaje sin velikog vojvode Jeana, Henri.

## Poveznice
- Luksemburški jezik

## Vanjske poveznice
- Povijest Luksemburga od 53. pr. Kr. do danas. (engl.)